# Opel Calibra
Opel Calibra este un autoturism coupé fabricat de producătorul german de autovehicule Opel între anii 1989 și 1997. A fost unul dintre cele mai de succes modele sport ale constructorului german și a fost recunoscut drept cea mai aerodinamică mașină de serie (cu un coeficient aerodinamic de 0,26) la momentul apariției sale în 1989, titlu pe care l-a păstrat până în 1999, când modelul A2 a fost lansat de Audi.
Bazat pe platforma modelului Vectra A (1988), Opel Calibra a fost comercializată sub numele de Vauxhall Calibra în Marea Britanie, Chevrolet Calibra în America și Holden Calibra în Australia și Noua Zeelandă.

## Istorie
În august 1989, la Frankfurt Motor Show, concernul Opel și-a prezentat noul Coupé, Opel Calibra, o mașină cu un concept complet nou: elegantă și spațioasă, dotată cu tehnologie impresionantă  și la un preț atractiv.. Opel Calibra a fost dotat din start cu ABS, servodirecție, servofrână, discuri de frână pe toate cele patru roți, oglinzi electrice/încălzite, suspensie independentă pe toate cele patru roți și scaune sport. Varianta de bază a Opel Calibra a fost comercializată la un preț de 33.900 DM (mărci).
■ 1990

Mașinile aerodinamice nu sunt frumoase, mașinile sport sunt de cele mai multe ori prea joase, au două locuri și oferă prea puțin spațiu pentru bagaje. Opel Calibra a reușit să învingă aceste prejudecăți fiind cea mai aerodinamică mașină de serie, dar păstrând un "look" deosebit, având patru locuri și un portbagaj de 300 de litri. Pentru început, Calibra a fost disponibilă in două variante de motorizare: 1998 cmc 8v cu o putere de 115 CP și 1998 cmc 16v cu o putere de 150 CP, ambele cu tracțiune față. În primul an de la lansare Calibra a reușit să vândă 29 431 unități..
■ 1991

Opel Calibra se bucură de un succes neașteptat și au fost produse nu mai puțin de 97.443 de mașini. Tot în același an Opel lansează (opțional) o variantă de transmisie 4x4 pentru ambele modele (8 valve respectiv 16 valve). Costul modelului 16v 4x4 se ridică la aproximativ 44.200 DM.
■ 1992

După o carieră de numai 1 an, modelul 2.0 16v 4x4 este înlocuit. Cel mai puternic propulsor montat pe Opel Calibra este lansat în acest an. Un motor turbo de 1998 cmc, 16 valve ce oferea nu mai puțin de 204 CP, legat la o cutie de viteze Getrag în 6 trepte. Modelul dispunea standard de tracțiune integrală. Cu acest motor putea atinge 100 km/h cu start de pe loc în 6,8 sec. și o viteză maximă de 245 km/h. Prețul variantei turbo ajungea la 49 980 DM.
■ 1993

Pentru a sărbători succesul modelului Opel Calibra designerii Opel lansează prima dintre cele șapte ediții speciale: COLOR EDITION. Aceste mașini au beneficiat de culori exterioare mai puțin uzuale și dotări suplimentare. Preocupați de siguranță de la începutul producției, inginerii Opel adaugă Calibrei pe lista de echipamente standard: bare de protecție montate în uși pentru impact lateral și airbag pentru șofer.
■ 1994

La cțoli ani de la lansare se produc câteva modificări importante în familia Opel Calibra: se lansează un model cu motor V6 de 2.5 litri și 170 CP (125 kW); acest motor V6 este primul din seria motoarelor Ecotec, fiind urmat la scurt timp de varianta Ecotec 16V de 136 CP care a înlocuit modelul 16V de 150 CP. Prețul modelului V6 la lansare a fost de 49.880 DM.
De asemenea interiorul beneficiază de un mic facelift, este introdus ca standard airbagul pentru pasager, se montează cadrane albe și două ceasuri indicatoare (care măsoară presiunea uleiului și voltajul bateriei).
Pentru a revigora vânzările Opel lansează coupe-ul de talie mică Tigra, care s-a vândut în 68.000 de exemplare în primul an.
■ 1996

Aproape de finalul "carierei" Opel Calibra a reușit să dobândească un titlu extrem de important pentru o mașină sport: campioană în concursul german de superturisme, numit Deutsche Tourenwagen Meisterschaft (DTM). Pilotul Manuel Reuter s-a clasat pe primul loc în DTM cu nouă victorii, aducând totodată și titlul la constructorii Opel. Mașina utilizată a fost o Calibra V6 modificată, cu un motor de 2,5 litri normal aspirat care dezvolta aproximativ 500 CP (368 kW) la 11 650 rotații pe minut, cu tracțiune 4x4 permanentă, cutie în șase trepte semi-automată, jante de 19 țoli, și care cântărea 1040 kg.
■ 1997

Ultimul an de producție pentru Calibra a adus o ultimă ediție specială, lansată pentru a sărbători succesul modelului, dar și ieșirea din producția de serie: Last Edition. Variantele Last Edition aveau ca dotări standard câteva atribute vizuale și tehnice precum jante BBS pe 16 țoli, suspensie sport, tapițerie din piele și aer condiționat. Motoarele utilizate pe această ediție limitată au fost Ecotec-ul de doi litri și 136CP/100kW și Ecotec-ul de 2,5 litri V6 și 170CP/125kW.

## Producție
Opel Calibra a fost fabricată între anii 1990-1997 și a fost vândută în 238164 unități.

## Modele
● Classic

● Color Edition

● DTM

● Cliff

● Keke Rosberg

● Irmscher

● Young (1995-1996)

● Last Edition (1997)

## Motoare
C20NE - 2.0 8v 115 CP (85kw) între anii 1990-1996

C20XE - 2.0 16v 150 CP (110kw) între anii 1990-1994

C20LET - 2.0 16v Turbo 204 CP (150kw) între anii 1992-1996

C25XE - 2.5 V6 24v 170 CP (125kw) între anii 1993-1996

X20XEV - 2.0 16v 136 CP (100kw) între anii 1994-1997

X25XE - 2.5 V6 24v 170 CP (125kw) în anul 1997

## Transmisii
Motorul C20NE, 2.0 8v 115CP, a beneficiat de următoarele transmisii:

■ între anii 1990-1993 - F16 CR (Close Ratio - rapoarte scurte, model sportiv), F16 WR (rapoarte lungi). Doar F16 WR a fost oferita și în versiunea 4x4;

■ între anii 1994-1996 - F18 (oferită doar în versiune tracțiune față)
Motorul C20XE, 2.0 16v 150CP, a beneficiat de cutia de viteze F20, oferită și în versiune 4x4
Motorul C20LET, 2.0 16v Turbo 204CP, a beneficiat de cutia de viteze F28, oferită doar în versiune 4x4
Motorul X20XEV, 2.0 16v 136CP, a beneficiat de cutia de viteze F18, oferită doar în versiune tracțiune față
Motorul C25XE/X25XEV, 2.5 V6 24v 170CP, a beneficiat de cutia de viteze F25, oferită doar în versiune tracțiune față

## Dotări
Opel Calibra a avut o listă de dotări foarte generoasă, atât din punct de vedere al siguranței cât și al confortului. Pentru modelele de vârf (2.0 turbo si V6) lista opționalelor era oferită standard

La capitoulul siguranță:

● standard: servodirecție, servofrână, ABS, suspensie independentă pe toate cele 4 roți, discuri frână pe toate roțile, bare protecție impact lateral (începând cu 1993), airbag șofer (începând cu 1993), airbag pasager (începând cu 1994)

● opțional: traction control, proiectoare ceață, check control (sistem ce avertiza șoferul dacă: plăcuțele de frână sunt uzate, nivel lichid răcire scăzut, nivel ulei motor scăzut, bec de la far/stop ars, nivel lichid parbriz scăzut, avertizare șofer pentru nepurtare centură siguranță), alarmă cu senzori de mișcare

La capitolul confort:

● standard: scaune sport, oglinzi electrice încălzite, sistem audio cu 6 difuzoare (modelele Young aveau sistem BOSE cu woofer încorporat în țolinta roții de rezervă)

● opțional: geamuri electrice, trapă electrică, tapiserie piele crem sau neagră, scaune încălzite, aer condiționat sau climatronic (modele special fabricate pentru Italia și Spania), computer de bord cu următoarele funcții: temperatura exterioară, autonomie, viteză medie, consum mediu, consum instantaneu, cronometru și ceas digital, închidere centralizată, reglaj faruri electric, lumină ambientală încorporată la parasolare